# The Battle of Los Angeles
The Battle of Los Angeles — музичний альбом гурту Rage Against the Machine. Виданий 2 листопада 1999 року лейблом Epic Records. Загальна тривалість композицій становить 45:10. Альбом відносять до напрямку рок/ репкор. 
Альбом включено до Списку 500 найкращих альбомів усіх часів за версією журналу Rolling Stone на 426-й позиції.

## Список пісень
1. Testify — 3:30
2. Guerrilla Radio — 3:26
3. Calm Like a Bomb — 4:58
4. Mic Check — 3:33
5. Sleep Now in the Fire — 3:25
6. Born of a Broken Man — 4:41
7. Born as Ghosts — 3:21
8. Maria — 3:48
9. Voice of the Voiceless — 2:31
10. New Millennium Homes — 3:44
11. Ashes in the Fall — 4:36
12. War Within a Breath — 3:37